# Aphanolaimus longisetosus
Aphanolaimus longisetosus is een rondwormensoort uit de familie van de Leptolaimidae. De wetenschappelijke naam van de soort is voor het eerst geldig gepubliceerd in 1960 door Altherr.